# Будилки
Будилки (бел. Будзі́лкі, пол. Budziłki) — деревня в Сморгонском районе Гродненской области Белоруссии.
Входит в состав Жодишковского сельсовета.
Расположена в северной части района. Расстояние до районного центра Сморгонь по автодороге — около 30 км, до центра сельсовета агрогородка Жодишки по прямой — чуть более 10,5 км. Ближайшие населённые пункты — Поляны, Хотиловичи, Чёрная Лужа.
Согласно переписи население Будилок в 1999 году насчитывало 14 человек.
В непосредственной близости от деревни находится Жодишковский заказник местного значения.
Название происходит от антропонима Будислав (Будогост, Будовест) (уменьшительно-ласкательная форма бел. Будзілка), потомки которого основали поселение.
Восточнее Будилок проходит автомобильная дорога местного значения Н6130 Гориденяты — Расло — Жодишки — Завидиненты.